# Ringle (Wisconsin)
Ringle es un municipio ubicado en el condado de Marathon, Wisconsin, Estados Unidos. Tiene una población estimada, a mediados de 2021, de 1746 habitantes.

## Geografía
La localidad está ubicada en las coordenadas 44°54′26″N 89°25′5″O / 44.90722, -89.41806. Según la Oficina del Censo de los Estados Unidos, Ringle tiene una superficie total de 109.2 km², de la cual 109.0 km² corresponden a tierra firme y 0.1 km² son agua.

## Demografía
Según el censo de 2020, en ese momento había 1743 personas residiendo en Ringle. La densidad de población era de 16 hab./km². El 93.17% de los habitantes eran blancos, el 0.52% eran afroamericanos, el 0.98% eran amerindios, el 2.12% eran asiáticos, el 0.52% eran de otras razas y el 2.70% eran de una mezcla de razas. Del total de la población, el 1.84% eran hispanos o latinos de cualquier raza.